# David Oliffe
David Olliffe es un exbaterista de la banda australiana The Vines. Durante las grabaciones del álbum debut de la banda, Highly Evolved, Olliffe fue despedido por otros miembros de la banda.
Antes de que se le pidiera a Olliffe que dejara la banda, él ya había grabado la parte de batería para algunas canciones de "Highly Evolved": "Autumn Shade", "Outtathaway", "Sunshinin", "Homesick" (solo la intro), "Country Yard", "Mary Jane", and "1969" (donde también cocompuso).
- Datos: Q5238225